# André Abadie (rugby à XV, 1932-2014)
Pour les articles homonymes, voir André Abadie et Abadie.
Pas d'image ? Cliquez ici

a Compétitions nationales et continentales officielles uniquement.

b Matchs officiels uniquement.
Dernière mise à jour le 6 février 2014.
André Abadie, né le 31 janvier 1932 à Aureilhan (Hautes-Pyrénées) et mort le 2 février 2014 à Lourdes, est un joueur international français de rugby à XV. Il connaît une sélection en équipe de France et joue en club avec le FC Lourdes puis la Section paloise au poste de pilier ou de talonneur.

## Biographie

### Carrière en club
André Abadie joue en club dans un premier temps avec le FC Lourdes qu'il intègre en junior au début des années 50. Cette équipe vient d'obtenir le titre de champion de France juniors B nouvellement créé par la fédération. Il fait ses débuts avec ce club en 1952, sous le capitanat de Jean Prat,. Avec le FCL, il remporte le doublé Champion de France-Challenge Yves du Manoir en 1953. Durant la finale du championnat, André Abadie est titulaire au poste de talonneur et bat le Stade montois 21 à 16. Il remporte le premier titre de sa carrière. En finale du Challenge Yves du Manoir, il est également titulaire au poste de talonneur et l'emporte face à la Section paloise sur le score de 8 à 0. Il remporte de nouveau cette compétition l'année suivante, en 1954, après s'être imposé face à Toulon (victoire 28-12). Puis, il est de nouveau finaliste du championnat de France en 1955, deux ans après sa dernière finale dans la compétition. Cette fois, les Lourdais sont battus par Perpignan 11 à 6.
André Abadie rejoint ensuite la Section paloise en 1955 pour des raisons professionnelles (il est conseiller dans une compagnie d'assurances),, avec qui il joue trois finales de Challenge Yves du Manoir en 1959, 1962 et 1964, perdues respectivement contre l'US Dax, le Stade montois et l'AS Béziers. Il remporte également son second Bouclier de Brennus en 1964, quand Pau s'impose face à Béziers 14-0 en finale.
Il finit enfin sa carrière de joueur à au FC Oloron, lors de la montée du club en première division en 1966.

### Carrière internationale
André Abadie dispute son premier et unique match avec le XV de France le 11 avril 1964 contre l'équipe d'Irlande à l'occasion du Tournoi des Cinq Nations 1964, à l'âge de 32 ans. Il est titulaire au poste de talonneur et les Français gagnent ce match 27-6.

### Après carrière
Après sa retraite sportive, André Abadie entraîne l'équipe d'Oloron, où il a fini sa carrière de joueur. Il rejoint ensuite l’USAP où il intègre le staff catalan de 1971 à 1973, avant de revenir dans son premier club, à Lourdes, en 1973. Au FC Lourdes, il lance des joueurs comme Jean-Pierre Garuet ou Alain Caussade, de futurs internationaux tricolores des années 1970 et 1980,.
En 1980, André Abadie devient président du FC Lourdes durant deux saisons et rendossera ce costume de président en 1989, suppléant Pierre Duplaa, ayant des problèmes de santé.
Il est hospitalisé peu de temps avant Noël 2013 et décède le 2 février 2014 à l'âge de 82 ans,. André Abadie est inhumé le 4 février 2014, après une cérémonie à l'église paroissiale de Lourdes.

## Statistiques
André Abadie compte une seule sélection en équipe de France. Il a pris part à une édition du Tournoi des Cinq Nations, en 1964.
| Année | Compétition  | Matchs | Points | Essais |
| ----- | ------------ | ------ | ------ | ------ |
| 1964  | Cinq Nations | 1      | 0      | 0      |
| Total | Total        | 1      | 0      | 0      |

## Palmarès

### En club
- FC Lourdes
  - Vainqueur du Championnat de France en 1953
  - Vainqueur du Challenge Yves du Manoir en 1953 et 1954
  - Finaliste du Championnat de France en 1955

- Section paloise
  - Vainqueur du Championnat de France en 1964
  - Finaliste du Challenge Yves du Manoir en 1959, 1962 et 1964

### En sélection nationale

#### Tournoi des Cinq Nations
| Édition           | Rang | Résultats France | Résultats Abadie | Matchs Abadie |
| ----------------- | ---- | ---------------- | ---------------- | ------------- |
| Cinq Nations 1964 | 3    | 1 v, 1 n, 2 d    | 1 v, 0 n, 0 d    | 1/4           |